# 丹尼尔·拉德克利夫
丹尼爾·雅各·雷德克里夫（英語：Daniel Jacob Radcliffe，1989年7月23日—），英國男演員，他於10歲時演出BBC One在1999年的電視電影《大衛·科波菲爾》正式出道，及後他在《哈利波特系列電影》中飾演哈利·波特一角而廣為人知。
繼《大衛·科波菲爾》後，丹尼爾·雷德克里夫於2001年演出了其電影出道作《驚爆危機》。同年，他獲選在J·K·羅琳的奇幻小說的改編電影《哈利波特：神秘的魔法石》中飾演主角哈利·波特一角，他在接下來的十年裡為該系列的七部續集飾演著同一角色，並最終以該系列的最後一輯電影《哈利波特：死神的聖物Ⅱ》（2011年）達到高潮。在歷時長達10年的拍攝期間，他成為了世界上片酬最高的演員之一，並享有全球的盛譽、知名度與好評。
2007年，丹尼爾·雷德克里夫的演藝事業開始涉足於舞台表演，他主演了西區劇院及百老匯劇院的作品《戀馬狂》。從2011年—2012年，他的演出慢慢向舞台劇拓展，他在百老匯復興音樂劇《一步登天》裡描繪了J·皮埃爾龐特·芬奇（J. Pierrepont Finch）。隨後他繼續在西區和百老匯演出馬田·麥當奴於2013—2014年的黑色喜劇《伊尼西曼島的瘸子》，以及湯姆·史塔佩於舊維克劇場複興的戲劇《哈姆雷特之男臣之死》。他還分別於百老匯內外演出了諷刺劇《私隱》（2016年）和《事實的壽命》（2018年）。
隨著《哈利波特》系列的成功後，丹尼爾·雷德克里夫於2012年的恐怖電影《黑衣凶靈》中飾演律師亞瑟·基普斯（Arthur Kipps），及後他於2013年的主演了浪漫喜劇電影《好友戀習簿》，獨立劇情電影《愛殺達令》中飾演詩人艾倫·堅士堡一角，後來他於2015年在科幻恐怖電影《科學怪人：創生之父》中飾演伊果一角，及後在2016年於喜劇電影《救你命3000》裡飾演一具有知覺的屍體，他在2016年的搶劫犯罪電影《出神入化2》裡扮演技術神童華特·馬布里（Walter Mabry），並在同年廣受好評的驚悚片《絕對統治》當中飾演FBI特工尼特·福斯特（Nate Foster）。
2019年起，丹尼爾·雷德克里夫亮相於TBS的系列選集《奇蹟締造者》；他近期的作品包括於2022年主演了動作喜劇《失驚無神闖謎城》，並在《怪人艾爾揚科維奇》中飾演「怪人奧爾」揚科維奇。2022年，他將參與史蒂芬·桑坦於紐約劇場工作坊演出的復興戲劇《友情歲月》。
丹尼爾·雷德克里夫為許多慈善機構作出了貢獻，包括丹梅爾佐兒童安寧療護機構以及特雷弗計劃；後者於2011年向丹尼爾·雷德克里夫頒發英雄獎。

## 早年生活
丹尼爾·雅各·雷德克里夫（Daniel Jacob Radcliffe）於1989年7月23日出生在英國倫敦咸默史密夫的婦女專科醫院—夏洛特皇后和切爾西醫院，其父親是一名為文學經紀人艾倫·喬治·雷德克里夫（Daniel Jacob Radcliffe），而母親是一名選角人員瑪西婭·珍妮·格雷欣（Marcia Jeannine Gresham），其娘家姓氏為雅各布森（Jacobsob）。丹尼爾·雷德克里夫為家中獨子，一直由父母共同撫養長大。
其父親艾倫·喬治·雷德克里夫出生於北愛爾蘭唐郡的班布里奇，成長於一個「非常工人階級」的新教家庭，他也是一名新教徒；而母親格雷欣的祖先來自德國、立陶宛、波蘭及俄羅斯的猶太移民
，她出生於南非，並且是在雅息士郡韋斯特克利夫濱海的英國小鎮成長的猶太人。格雷欣任職選角人員前，她曾參與英國廣播公司（BBC）的幾部電影，包括：《林尼探案集》、《走開（Walk Away）》及《我腳步蹣跚（I Stumble）》。2019年，丹尼爾·雷德克里夫於《BBC》的家譜系列節目中《你以為你是誰》中探索了其雙方的家族歷史。丹尼爾·雷德克里夫的父母於當中都是孩子的角色。
丹尼爾·雷德克里夫於5歲的時候首次表現出對演出的渴望。1999年12月，10歲的丹尼爾·雷德克里夫演出了《BBC One》改編自查爾斯·狄更斯的小說《大衛·科波菲爾》而製作的同名上下集電視電影，當中他飾演主角大衛·科波菲爾。
在學期間，丹尼爾·雷德克里夫曾在位於倫敦的三所男童獨立學校接受教育，分別是：位於倫敦切爾西紅崖廣場的日校—紅崖學校、位於倫敦切爾西卡多根廣場的日校—蘇塞克斯府學院，以及位於倫敦金融區泰晤士河北岸的倫敦市學校。
在第一輯《哈利波特》電影上映後，使丹尼爾·雷德克里夫的校園生活變了樣，儘管他說他們只是想「對於那個扮演哈利·波特的小孩嘲笑一下而非出於嫉妒」，然而上學對他來說變得很困難。隨著丹尼爾·雷德克里夫的演藝事業佔據更多的時間，他的上學時間不得不遭到壓縮，他也承認自己並非一個好學生，其學習表現也不佳，並認為學校的學習毫無用處，而且發現作業「非常艱難」，因此他透過在於拍攝現場聘請家庭教師作指導，以繼續其學業。2006年，丹尼爾·雷德克里夫於普通教育高級程度證書（A-Level）的考試中取得三科「A」級成績，然而丹尼爾·雷德克里夫仍決定休學，沒有報讀大學。丹尼爾·雷德克里夫曾表示，他希望成為一名演員和編劇，而且對他來說很難有正常的大學經歷。

## 演藝生涯

### 1999-2001年：演藝首作與事業早期
丹尼爾·雷德克里夫於5歲的時候首次表達其演出的願望，並於10歲時在《BBC1》改編自查理斯·狄更斯的1999年小說《大衛·科波菲爾》的上下集改編中首次亮相，以一個小男孩的身份飾演主角大衛·科波菲爾。2001年，丹尼爾·雷德克里夫在電影《驚爆危機》中首次於大銀幕亮相，那是一部根據約翰·勒卡雷於1996年出版的間諜小說改編的美國電影，該電影在商業上取得了適度的成功。

### 2001-2011年：哈利波特的明星地位
2000年，製作人大衛·海曼邀請丹尼爾·雷德克里夫參與電影《哈利波特：神秘的魔法石》中哈利·波特一角的試鏡，該故事是根據英國作家J·K·羅琳的暢銷同名小說而改編拍攝。羅琳一直在尋找一位不知名的英國男演員來飾演這個角色並賦予角色人性化，該電影的導演基斯·哥倫布回想起看過《大衛·科波菲爾》中這位年輕演員的短片後，想著：「這就是我想要的東西，這個就是哈利·波特。」8個月後，經過多次的試鏡，丹尼爾·雷德克里夫爾獲選為飾演該角色的演員。羅琳贊同這一選擇，並說：「我認為基斯·哥倫布不能夠找到更好的哈利了。」據《娛樂周刊》報道，電影公司在最初挑選角色的時候組成了30人的遴選小組，當中不少成員認為丹尼爾·雷德克里夫並不適合演哈利·波特，直至該系列的原作者羅琳跟丹尼爾·雷德克里夫見面後，結果一錘定音由他飾演哈利·波特一角。然而，由於根據合約要求，丹尼爾·雷德克里夫的父母被告知這將涉及在洛杉磯拍攝的六部電影，因此他們最初拒絕了這個提議，而他們也沒有把這件事告訴丹尼爾·雷德克里夫。後來，華納兄弟反而向丹尼爾·雷德克里夫提出簽訂讓他在英國拍攝兩齣電影的合約，丹尼爾·雷德克里夫在簽約的時候也不確定自己會否延續演出兩齣以上的《哈利波特》電影。
《哈利波特：神秘的魔法石》於2001年上映，電影於開畫當日與開畫周末的銷售額都打破了紀錄，成為2001年最賣座的電影，成績僅次於該系列的最後一輯電影《哈利·波特-死神的聖物II》，成為該系列於商業上的第2個成功。作為主角的丹尼爾·雷德克里夫獲得7位數字的薪酬，但他斷言這筆薪酬對他來說「沒那麼重要」；而他的父母選擇以此用作替他投資。這部電影非常受歡迎並獲得了積極正面的評價，影評人也注意到丹尼爾·雷德克里夫：《三藩市紀事報》的鮑勃·格雷厄姆（Bob Graham）寫道：「丹尼爾·雷德克里夫把每位讀者的想像具體化，他是每位讀者想像力的化身，很奇妙看到一個年輕的英雄如此的書卷氣和充滿好奇心，並且跟非常真實的情感連接在一起，從莊嚴的智慧至尋找到內心深處對快樂家庭的渴望。」
2002年，丹尼爾·雷德克里夫在上集電影的一年後於《哈利波特：消失的密室》裡演出，那是《哈利波特》系列的第2輯。影評人對主要演員的表現持積極態度，然而對整部電影的看法卻有兩極化的意見。
2004年的《哈利波特：阿茲卡班的逃犯》是《哈利波特》系列的第3輯電影。電影雖然是該系列中備受好評的一集，丹尼爾·雷德克里夫的表現受到《紐約時報》的影評人安東尼·奧利弗·史葛的批評，他認為丹尼爾·雷德克里夫的表現平平，還指出聯合主演的艾瑪·華森不得不在她的表演中帶領著他。
2005年的《哈利波特：火盃的考驗》，是當時《哈利波特》最高票房第二名的電影，而丹尼爾·雷德克里夫於2005年的一個訪問中特別指出，幽默是該電影成功的其中一項原因。
儘管《哈利波特》系列首3輯電影的成功，當主演的丹尼爾·雷德克里夫、艾瑪·華森和魯拔·格連特猶豫是否簽約延續他們的角色時，該系列日後的特許經銷權受到了質疑。然而，丹尼爾·雷德克里夫於2007年3月2日落實簽約為最後兩輯電影演出，以杜絕周刊指他將會因為參演舞台劇《戀馬狂》而辭演《哈利波特》的角色的炒作新聞。

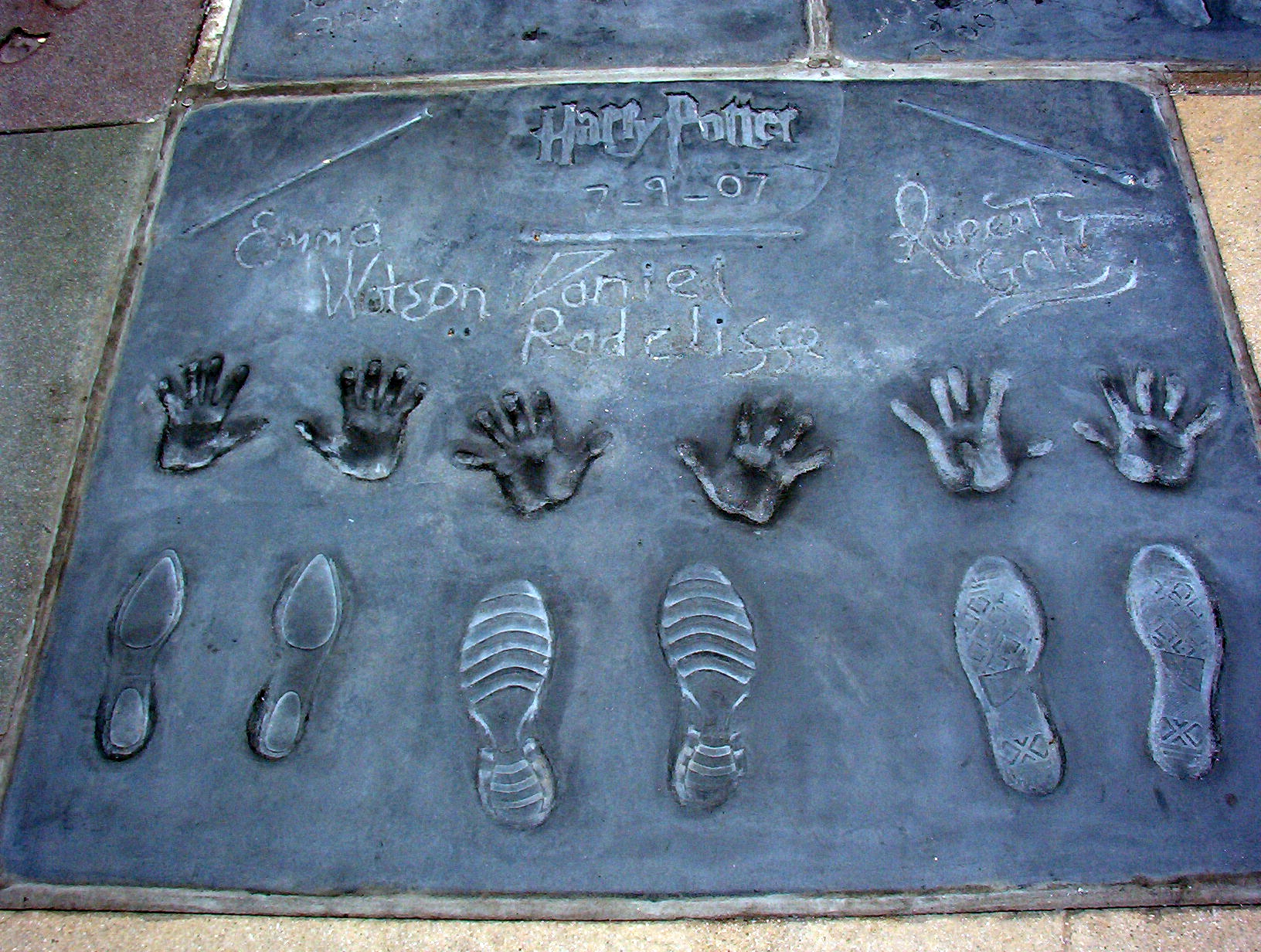
（從左至右）艾瑪·華森、丹尼爾·雷德克里夫、魯拔·格連特的足印、手印與魔杖印記。

2007年，丹尼爾·雷德克里夫在《哈利波特：鳳凰會的密令》中第5次重演哈利一角，電影公司舉行了一個記者招待會積極回應記者的提問。丹尼爾·雷德克里夫指導演大衛·葉斯與女演員伊美黛·史道頓把《鳳凰會的密令》打造為該系列中「最有趣」的一齣電影。《IGN》的影評人史蒂芬·霍恩（Steven Horn）發現了的是「罕見的是電影內容比原材料還要多」；《紐約每日經濟新聞》的科林·伯特倫（Colin Bertram）稱它為該系列中最好的電影。丹尼爾·雷德克里夫憑此獲得多個獎項的提名，並贏得2008年《國家電影獎》的「最佳男演員表現獎」。由於該系列的延續以及三名主角的人氣，丹尼爾·雷德克里夫跟艾瑪·華森與魯拔·格連特獲邀在荷李活的中國劇院留下他們的手印、足印與魔杖印記。

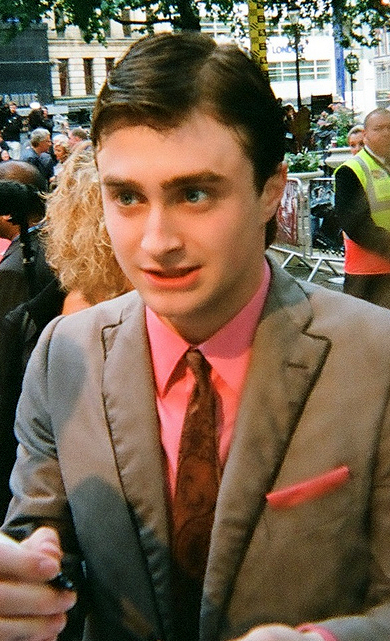
丹尼爾·雷德克里夫出席《哈利波特：混血王子的背叛》的首映禮。

該系列的第六輯電影《哈利波特：混血王子的背叛》於2009年7月發行，丹尼爾·雷德克里夫於2010年的《MTV電影頒獎典禮》中獲得「最佳男演員表現獎」及「全球巨星獎」的提名。
基於電影的財政及劇本的原因，最後一部小說（死神的聖物）將分拆為兩部電影，並以背靠背電影製作方式進行拍攝，這一決定引起了該系列書迷的批評，然而丹尼爾·雷德克里夫為這個決定辯護，他表示不可能把整本小說的內容適切地改編到一齣電影中。他補充說，最後一部電影的節奏是非常快，動作也很多，而上集會更穩重的集中於角色的發展。

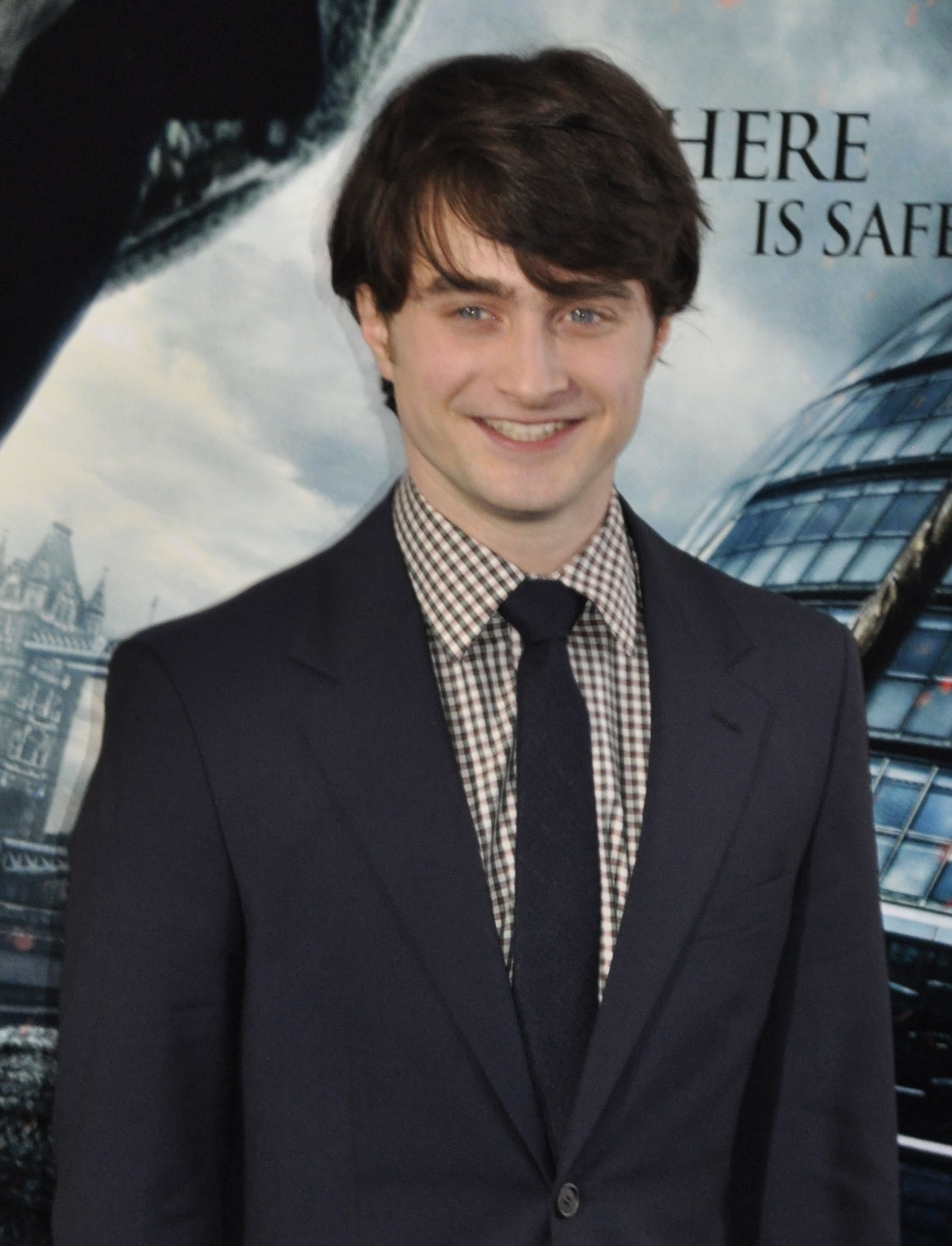
丹尼爾·雷德克里夫於2010年11月出席在紐約市愛麗絲杜利中心的《哈利波特：死神的聖物Ⅰ》首映禮。

該系列結局的兩輯電影《哈利波特：死神的聖物Ⅰ》及《哈利波特：死神的聖物Ⅱ》，分別於2010年11月和2011年7月上映。兩輯電影的票房分別為$9.6億美元和超過$13億美元；《哈利波特：死神的聖物Ⅰ》電影獲得大部分媒體的好評。截至2019年5月，它是有史以來最高票房收入第11位的電影。《哈利波特：死神的聖物Ⅱ》電影和丹尼爾·雷德克里夫的表現也廣受好評；《華盛頓郵報》的安·霍納迪（Ann Hornaday）這樣問道，「誰能預料得到丹尼爾·雷德克里夫、魯伯特·葛林特與艾瑪華森會成為這麼好的演員？」；《滾石雜誌》的評論家彼得·特拉弗斯評價丹尼爾·雷德克里夫指：「先生，演得好。」然而當中都不乏批評，羅渣·伊拔對這部電影給予了高度肯定的評價，但認為丹尼爾·雷德克里夫、魯伯特·葛林特與艾瑪華森「被配角搶了風頭。」

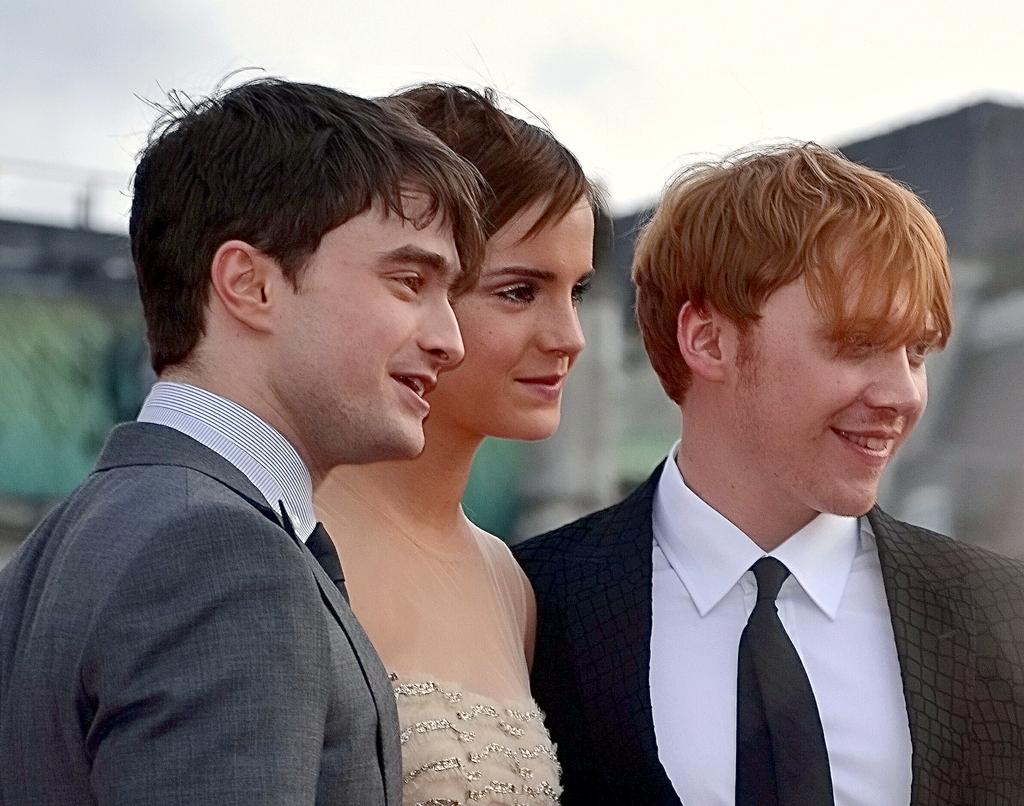
丹尼爾·雷德克里夫、艾瑪·華森及魯伯特·葛林出席《哈利波特：死神的聖物Ⅱ》於倫敦的首映。

丹尼爾·雷德克里夫承認，有些人永遠無法把他跟哈利·波特這個角色分開；然而他說自己「很自豪能夠跟這個電影系列永遠聯繫在一起」儘管對這些電影有積極正面的感覺，但丹尼爾·雷德克里夫沒有興趣製作更多的《哈利波特》電影。在羅琳暗示她正在寫第８輯小說後，他被問到是否會再拍其他《哈利波特》電影，他回答指：「這是非常難以預測的，我認為10年對於一個角色來說是一段很長的時間。」儘管為了該系列的電影投入了大量的時間，丹尼爾·雷德克里夫聲稱他並沒有像其他兒童演員般錯過他的童年，他說：「透過演出波特，我對生活經已有更好的展望。」整個電影系列於2010年6月結束歷時10年的拍攝時間，丹尼爾·雷德克里夫在拍攝的最後一天面對著大部分的演員及拍攝團隊公開地哭了。

### 2002-2008年：劇院舞台劇首演
2004年，丹尼爾·雷德克里夫於倫敦西區劇院演出舞台劇《The Play What I Wrote》中作其舞台上的首個演出，當中他飾演一位名人訪客，該舞台劇的導演為簡尼夫·伯納，兩人都曾出現於《消失的密室》電影中。
2006年，17歲的丹尼爾·雷德克里夫為了在觀眾面前體現他不再是一個小孩子，他在彼得·謝弗的舞台劇《戀馬狂》中飾演主角——對馬著迷的馬廄男孩艾倫·斯特朗（Alan Strang），該舞台劇自1973年於吉爾古德劇院演出以來從未被重演。由於丹尼爾·雷德克里夫於該舞台劇中有一個裸體的場景，這顯著引起了媒體在門票開售前報導的興趣。丹尼爾·雷德克里夫於當中的表現得到正面的評價。《戀馬狂》於2007年2月27日至2007年6月9日進行公演。評論者對於其微細差別的演繹與其深度的對立角色都留下了深刻的印象。《每日電訊報》的查理斯·斯賓塞（Charles Spencer）寫道：「他顯示了一個戲劇性的力量和存在激動人心的舞台表現，這標誌著他演技的巨大成長。」他續說：「我從沒想過身材矮小但五臟俱全的丹尼爾是一個險險的人，但作為艾倫·斯特朗... 有時憤怒和困惑時的他似乎真的很可怕。」製作團隊在2008年9月移師到百老匯演出，丹尼爾·雷德克里夫繼續擔任主角。丹尼爾·雷德克里夫的教子—西婭·沙洛克的兒子—米沙（Mischa），丹尼爾·雷德克里夫跟他共同參與舞台劇《戀馬狂》的重演，飾演亞瑟（Arthur）的兒子。丹尼爾·雷德克里夫稱自己很擔心在百老匯重演角色，因為他認為美國的觀眾會比倫敦的更挑剔。丹尼爾·雷德克里夫於該舞台劇的表現獲提名到《戲劇編輯人獎》。

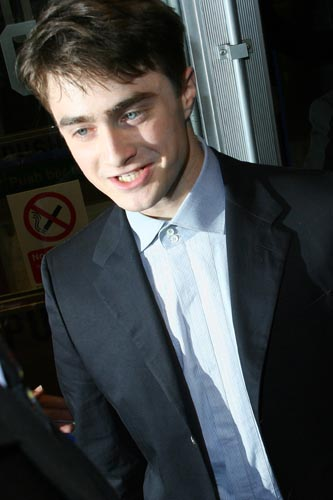
丹尼爾·雷德克里夫於2007年出席電影《十二月的男孩》首映。

2007年，丹尼爾·雷德克里夫於電影《十二月的男孩》裡出現，該電影講述澳洲家庭裡4名孤兒的故事，該電影攝於2005年，並在2007年9月中在戲院發布；他亦在電視電影《戰地淚痕》中演出，該電影在國殤紀念日於《ITV》上播放。電影收到大部分正面的評價，更有些是讚賞丹尼爾·雷德克里夫的表現，作為一個18歲的人能演到在戰鬥行動中失蹤的感覺。丹尼爾·雷德克里夫表示：「對於很多跟我同齡的人，第一次世界大戰只是歷史課本中的一個課題，但是我一直著迷於這個課題，我認為今時今日都是跟這件事有關係的，因為它曾經發生過。」

### 2010-2018年：重返百老匯與獨立電影

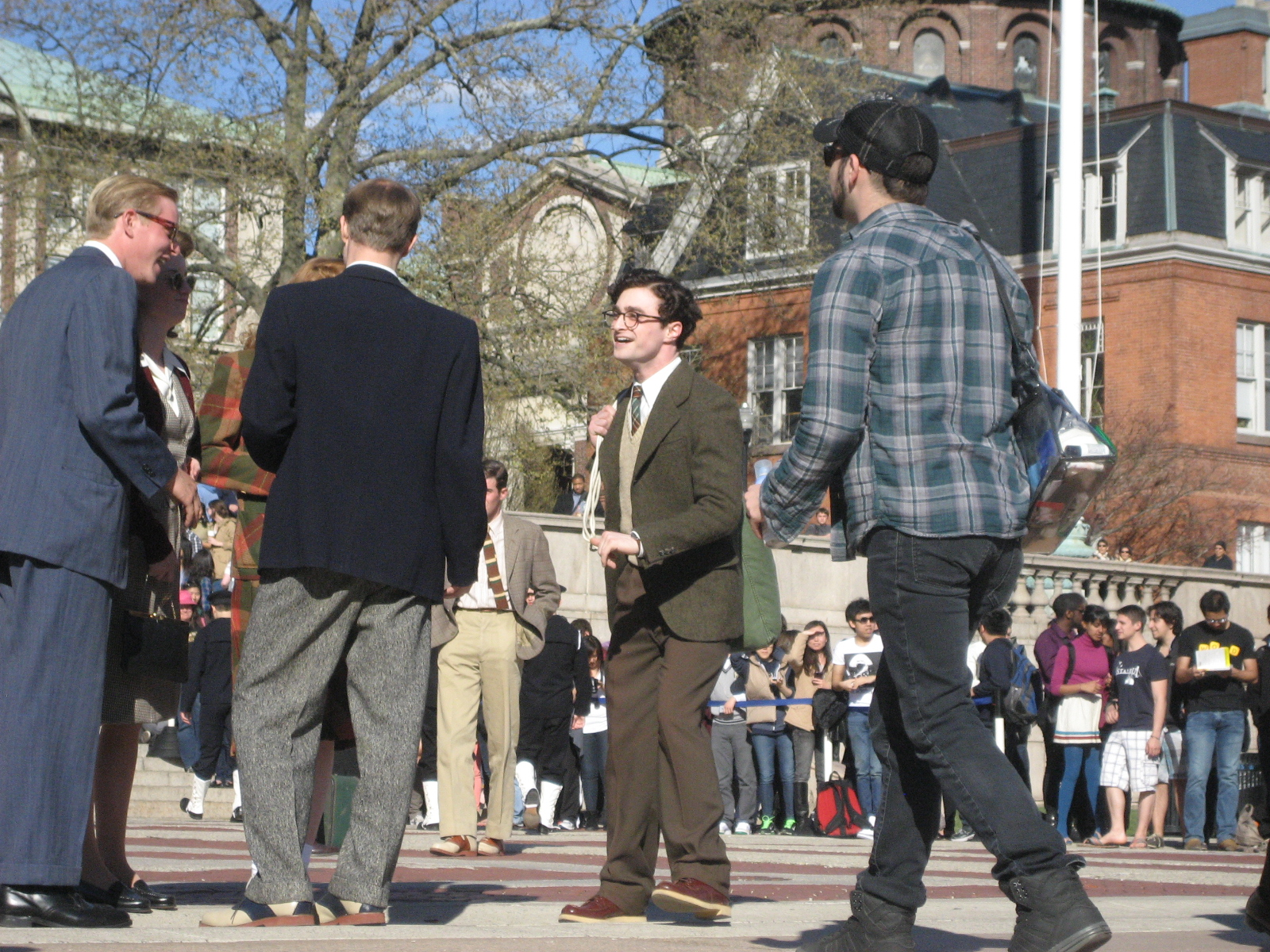
2012年，丹尼爾·雷德克里夫於哥倫比亞大學校園拍攝《愛殺達令》。

丹尼爾·雷德克里夫在完成了整個《哈利波特》系列電影後，他於2010年末為電視動畫系列《阿森一族》的一集《恐怖樹屋XXI》裡的一個角色配音後，他於2011年在百老匯的阿爾赫希菲爾德劇院裡重演1961年的舞台劇《成功之路》，並在當中飾演J·皮埃爾龐特·芬奇（J. Pierrepont Finch）一角，這個角色曾經被百老匯的資深演員羅拔·摩斯和馬修·波特歷演繹，而其他演員包括了約翰·拉羅奎特、露絲·海明威和瑪麗·費伯。演員和製作都獲得了好評，《今日美國》評論指：「丹尼爾·雷德克里夫最終的成功並不是因為透過讓其演員陣容黯然失色，而是通過與他們和諧認真地合作，並在過程中擦出火花。」丹尼爾·雷德克里夫於該舞台劇中的表現為他贏得了《戲劇桌獎》、《戲劇聯盟獎》和《評論界外獎》的提名製作團隊本身在稍後時間獲得《東尼獎》的9項提名。丹尼爾·雷德克里夫於2012年1月1日離開該舞台劇團隊。
2011年，《綜藝雜誌》確認了丹尼爾·雷德克里夫將於獨立喜劇《業餘攝影師（The Amateur Photographer）》中演出，該電影改編自同名的作品，由克里斯托佛·蒙格執導。故事設置於1970年，伴隨著丹尼爾·雷德克里夫所飾演的一個男人，他在感應到一個磨坊小鎮的民居呼召後成為了一名攝影師，為小鎮的各人拍下他們最個人的時刻。
丹尼爾·雷德克里夫在「後哈利波特時期」的首個項目是2012年上映的電影《黑衣凶靈》，那是改編自蘇珊·希爾於1983年的同名小說。電影在2012年2月3日於美國及加拿大上映，並稍後在2月10日英國上映。丹尼爾·雷德克里夫在當中飾演一個替一位剛去世的神秘女人處理法律事務的男子，不久後他開始經歷著一些跟這個穿黑衣女鬼縈繞著的奇怪經歷。他稱自己能夠成為電影的一部分感到「相當興奮」，並把劇本形容為「寫得很漂亮」。同年7月，電影官方公布丹尼爾·雷德克里夫將會於阿歷山大·阿查的電影《魔角》。同年，丹尼爾·雷德克里夫還替即將播放的定格動畫《Pinocchio》的角色配音，該動畫導演是葛雷摩·戴·托羅。
2013年，丹尼爾·雷德克里夫於驚慄劇情電影《愛殺達令》中演出，該電影由約翰·克洛基達斯執導，他在當中飾演美國墮落的一代詩人艾倫·堅士堡。他還參與愛爾蘭與加拿大浪漫喜劇電影《好友戀習簿》裡的華萊士（Wallace）一角的試鏡並為電影演出，該片由米高·道斯（Michael Dowse）執導和伊蘭·馬斯泰擔任編劇，改編自TJ Dawe與米高·里納爾迪（Michael Rinaldi）的戲劇《牙膏與雪茄（Toothpaste and Cigars）》。後來他演出了阿歷山大·阿查的美國黑暗奇幻恐怖片《魔角》。這些電影均在《2013年多倫多國際影展》上首映。同樣於2013年，丹尼爾·雷德克里夫於諾埃爾·科沃德劇院演出了馬田·麥當奴的復興黑色喜劇《伊尼西曼島的瘸子》，他在當中擔任主角比利·克萊文（Billy Claven），他為此獲得《WhatsOnStage獎》的最佳戲劇男演員。
丹尼爾·雷德克里夫在2015年的科幻恐怖片《科學怪人：創生之父》中飾演伊果（Igor）一角，電影由保羅·麥桂根執導，並由麥克斯·蘭迪斯擔任編劇。電影改編自瑪麗·雪萊（Mary Shelley）的1818年小說《科學怪人》。他還在傳記劇情電影《遊戲改變者》中飾演Rockstar Games的其中一位創始人山姆·豪澤。翌年，丹尼爾·雷德克里夫跟麥克·雷法路、謝西·艾辛堡和活地·夏里遜一起演出了2016年的動作冒險電影《非常盜2》，他飾演一個科技神童、企業家、犯罪策劃者，並與米高·堅所飾演的亞瑟·特雷斯勒（Arthur Tressler）一起成為主要的犯罪主謀（丹尼爾·雷德克里夫的角色於當中被揭露為其兒子），而特雷斯勒反過來又憎恨魔法。同年，丹尼爾·雷德克里夫跟保羅·戴路於獨立電影《救你命3000》裡飾演一個健談的屍體曼尼（Manny）；他在同年還跟東妮·歌莉蒂和特雷西·萊特主演了廣受好評的獨立電影《絕對統治》，當中他飾演內特·福斯特（Nate Foster）一角，他是一個理想主義的FBI特工，他以臥底的身份打倒一個激進的白人至上團體。這部電影在《爛番茄》上獲得了84%的一致好評，其關鍵共誠寫道：「《絕對統治》擁有自誇得令人不安的及時主題，以及作為一名FBI臥底特工的丹尼爾·丹尼爾·雷德克里夫領導才華橫溢的演員，他們滲透至白人至上主義者的圈子中。」丹尼爾·雷德克里夫後來於外百老匯的公共劇院演出文獻劇目《私隱》，他在當中扮演作家的角色。2017年，他在驚悚片《逃出亞馬遜》中飾演約西·金柏格，那是改編自約西·金柏格的國際暢銷同名回憶錄。
2018年，丹尼爾·雷德克里夫在傑斯珀·甘斯蘭特（Jesper Ganslandt）的獨立動作驚悚片《60分鐘危機倒數》中飾演一名跨境走私毒品的飛行員。丹尼爾·雷德克里夫後來在54俱樂部演出90分鐘的舞台喜劇《事實的壽命》中重返百老匯，跟波比·簡拿威和崔莉·瓊斯一同演出。該劇圍繞著一位堅定的年輕事實核查員展開，他跟其要求苛刻的編輯與一個非正統的作家對抗。

### 2019年至今：電視連續劇與後續工作
2019年，丹尼爾·雷德克里夫根據西蒙·里奇的小說改編的TBS喜劇限定系列《奇蹟締造者》中飾演克雷格（Craig）一角。該節目的第二季於2020年1月28日首播。後來，他在連奴·迪薩爾沃執導的動畫電影《摩比小子大電影》中聲演幫助瑪拉（Marla）的特工—雷克斯·達舍爾（Rex Dasher）。2020年，丹尼爾·雷德克里夫於傑森·雷·霍登執導的動作喜劇電影《玩命Online：雙槍對決》中飾演邁爾斯（Miles）一角，該片的聯合主演包括莎瑪拉·韋榮及劉承羽。他也在驚悚片《鑰命監獄》中飾演添·詹金，電影根據1979年南非三名年輕政治犯的真實越獄事件而製作。他還於《Netflix》的特備節目《打不倒的金咪》中飾演弗雷德里克王子（Prince Frederick）的角色，其對手為艾莉·坎柏爾。
2021年，丹尼爾·雷德克里夫跟其《哈利波特》系列的多名演員於HBO Max的特備節目《哈利·波特20週年：重返霍格華茲》重聚，該節目於2022年1月1日首播。
2022年，丹尼爾·雷德克里夫於動作冒險喜劇電影《失驚無神闖謎城》中飾演反派，跟珊迪娜·布洛與卓寧·泰坦對立。同年9月，他於《怪人艾爾揚科維奇》中飾演音樂家「怪人奧爾」揚科維奇，那是為《Roku頻道》製作的傳記電影。他將在2022年下旬於紐約劇場工作坊演出史蒂芬·桑坦的非百老匯復興音樂劇《友情歲月》。

## 其他事業

### 慈善事業
丹尼爾·雷德克里夫支持各種慈善組織，他為Habitat的VIP兒童系列設計了Cu-Bed（一個由8個較小的立方體組成的床、躺椅或椅子），並把銷售床的所有版稅直接撥歸其屬意的慈善機構——肯特郡錫廷伯恩的德梅爾扎之家兒童收容所（Demelza House Children's Hospice）。丹尼爾·雷德克里夫也呼籲粉絲們向慈善機構Candle for Care的計劃捐款，以代替給他送贈聖誕禮物。2008年，丹尼爾·雷德克里夫成為了把舊眼鏡捐贈給紀念大屠殺遇難者展覽的幾位名人之一。在百老匯演出舞台劇《戀馬狂》期間，他為紐約之百老匯關懷∕平等對抗愛滋組織拍賣了一條牛仔褲和演出中穿著的其他衣物，並且成為2011年度吉普賽人比賽中的主持人。他還捐款支持英國連接，那是位於倫敦的為問題青年提供的免費保密國民熱線電話。

### 政治及社會觀點
丹尼爾·雷德克里夫是英國工黨的支持者。然而他在2010年英國大選中曾表示贊同當時的英國自由民主黨領袖紀理歷的政見，後來他公開地支持英國自由民主黨。然而在2012年，丹尼爾·雷德克里夫把其政治立場轉向工黨，理由是他對紀理歷與自由民主黨於政府在任期間的表現感到失望，並批准了時任的工黨領袖文立彬。2015年，他支持郝爾彬的工黨領袖運動。他告訴《大誌雜誌》指，「我認為這是一個男人真誠的表現，他經已存在並堅持著自己的信念足夠長的時間，以至於他了解它們並且不必按照劇本來寫，這就是讓人們坐著也興奮得起來的原因。這太棒了。」
丹尼爾·雷德克里夫支持廢除英國君主制的概念，並以英國共和主義取而代之。他也支持英國的工會主義，並由於他「個人喜歡英國的現狀」，因此他反對2014年蘇格蘭獨立公投。
丹尼爾·雷德克里夫一直支持著LGBT社群。2009年，他公開反對同性戀恐懼，並開始為特雷弗計劃拍攝公共服務公告，以提高對同性戀青少年自殺的意識以及預防的工作。他於2008年在百老匯演出《戀馬狂》的時候首次了解到該組織並為其提供了經濟捐助。他及後於2010年的一次採訪中表示：「我一直討厭任何不能包容男同性戀、女同性戀或雙性戀的人。現在我處於非常幸運的位置，我能夠真正作出幫助或是為此做點事情。」他在同一個採訪中強調了公眾人物倡導平等權利的重要性，他也認為參與這些事是他職業生涯裡其中一項最重要的事情。基於他在組織中的工作和貢獻，讓他於2011年獲頒特雷弗計劃的英雄獎。2020年6月，在對《哈利波特》作者J·K·羅琳關於跨性別權利爭議中——這被廣泛譴責為跨性別恐懼——丹尼爾·雷德克里夫於特雷弗計劃發表的一篇文章中表達了他對跨性別社區的聲援支持，並對羅琳的言論損害了粉絲們對《哈利波特》系列小說的體驗表示遺憾。

## 個人生活
丹尼爾於倫敦的富咸與鄰近紐約市曼克頓區西村的兩個家之間生活。丹尼爾·雷德克里夫跟其家人的關係密切，他認為其家人讓他腳踏實地。2008年，丹尼爾·雷德克里夫透露自己患有輕度的神經系統疾病—發展協調障礙，這種障礙會使他的動作協調能力有時變得很差，即使是寫字或是替自己繫上鞋帶這些簡單動作也無法完成。他說：「我在學校的時候過得很艱辛，所有事情都很糟糕，我也沒有可以識別的天賦才能。」
2009年，他表示自己是個無神論者，並說：「我對（作為無神論者）感到非常放鬆。我不宣揚我的無神論，但我非常尊重像理查·道金斯這樣的人。他在電視上做甚麼，我都會看。」丹尼爾·雷德克里夫於2012年談到了自己的信仰說：「我們的屋子裡從來沒有（宗教）信仰。儘管事實上我是英國人，但我認為自己是猶太人和愛爾蘭人。」他指自己的家人是「聖誕樹猶太人」，他還說：「我是個無神論者，但我會為自己是猶太人而感到自豪。這意味著我有良好的職業道德，你能意會到猶太人的幽默，而你獲允許說猶太人的笑話。例如『你聽說過銅線是如何發明的嗎？』和『兩個猶太人為了一分錢而展開爭奪戰』...等等。」然而，丹尼爾·雷德克里夫在2012年被引述的話語說：「當宗教開始影響立法的時候，我是個無神論者，也是個激進的無神論者。」2019年，他形容自己為「傾向於無神論的不可知論者」。
2010年8月，丹尼爾·雷德克里夫發現自己變得過於依賴酒精，於是便開始戒掉喝酒的習慣。10年後，丹尼爾·雷德克里夫於2020年3月以嘉賓的身份出席BBC廣播四台的節目《沙漠島唱片》，當中他討論到自己在青少年時期的酗酒問題和他戒酒的決定，以及其父母如何支持他，和留在他的英格蘭家鄉如何幫助他應對自己的名聲。
興趣方面，丹尼爾·雷德克里夫是地下音樂和朋克搖滾的支持者，並表達了他對說唱音樂的喜愛，並承認自己「著迷於記憶和記憶複雜的快歌」。2014年10月28日，他在《占美·法隆今晚騷》的節目中演唱了Blackalicious樂隊於1999年的歌曲《Alphabet Aerobics》。同時，他也熱衷於板球運動，並成為板球運動員沙奇·德魯卡的追隨者。丹尼爾·雷德克里夫對寫短篇小說及詩歌也有一種熱情。2007年11月，丹尼爾·雷德克里夫以雅各·格什爾（Jacob Gershon）為筆名（他的中間名字與其母親娘家姓氏的猶太版本），於地下時尚雜誌《Rubbish》發表了幾首詩。
戀愛方面，丹尼爾·雷德克里夫於2012年1月稱他跟製片助理露茜·科克（Rosie Coker）關係發展中。
然而，丹尼爾·雷德克里夫自2012年跟美國女演員艾琳·達克於電影《愛殺達令》拍攝期間認識以後，兩人便發展戀愛關係。他於2014年4月才公開二人經已交往兩年的關係。2023年，兩人的兒子出生
財富方面，丹尼爾·雷德克里夫據報為第一輯《哈利波特》電影演出已賺得£100萬英鎊。2006年，他的名字列於《星期日泰晤士報富豪榜》上，估計其個人財富達£1,400萬英鎊，使他成為英國最富有的年輕人之一。他於第六輯的時候據報已賺得約£1,500萬英鎊。2009年3月，丹尼爾·雷德克里夫於富比士的「最有價值年輕明星排行榜」上排名第一；同年4月，《每日電訊報》指他的淨資產為£3,000萬英鎊，使他成為了英國最富有年輕人的第12位。該年的晚些時候，丹尼爾·雷德克里夫成為了英國最富有的少年。2010年，丹尼爾·雷德克里夫被評為荷李活薪酬最高男影星的第六位，並以£7,800萬英鎊位列《福布斯》的「荷李活12月票房最高的演員名單」的第五位，主要是因為《哈利波特－死神的聖物2》於該年上映。同年2月，儘管之前有預測指丹尼爾·雷德克里夫在《哈利波特》系列電影總共已累積£7,000萬英磅收入，據報作為演員的他僅在2010年已賺得£2,850萬英鎊，這使他比威廉王子及哈利王子更富有。截至2021年，丹尼爾·雷德克里夫的淨資產估計約為£9,500萬英鎊。儘管丹尼爾·雷德克里夫擁有很多財富，但他指自己並沒有用於提升自己的生活品味，其主要的支出都是用於購買書籍，並指自己看很多的書，還表示金錢永遠不是他生活的重點。

## 作品列表

### 電影
| 年份 | 電影                       | 角色                                   | 備註            |
| ---- | -------------------------- | -------------------------------------- | --------------- |
| 2001 | 驚爆危機                   | 馬克·潘德爾（Mark Pendel）             | [ 205 ]         |
| 2001 | 哈利波特：神秘的魔法石     | 哈利·波特                              |                 |
| 2002 | 哈利波特：消失的密室       | 哈利·波特                              |                 |
| 2004 | 哈利波特：阿茲卡班的逃犯   | 哈利·波特                              |                 |
| 2005 | 哈利波特：火盃的考驗       | 哈利·波特                              |                 |
| 2007 | 哈利波特：鳳凰會的密令     | 哈利·波特                              |                 |
| 2007 | 12月的男孩                 | 麥普司（Maps）                         | [ 206 ]         |
| 2009 | 哈利波特：混血王子的背叛   | 哈利·波特（Harry Potter）              |                 |
| 2010 | 哈利波特：死神的聖物I      | 哈利·波特（Harry Potter）              |                 |
| 2011 | 哈利波特：死神的聖物II     | 哈利·波特（Harry Potter）              |                 |
| 2012 | 黑衣凶靈                   | 亞瑟·基普斯（Arthur Kipps）            | [ 207 ] [ 208 ] |
| 2013 | 愛殺達令                   | 艾倫·金斯堡                            | [ 209 ] [ 210 ] |
| 2013 | 魔角                       | 伊格·派瑞許（Ignatius Perrish）        | [ 211 ] [ 212 ] |
| 2014 | 好友戀習簿                 | 華勒斯（Wallace）                      | [ 213 ] [ 214 ] |
| 2015 | 姐姐愛最大                 | 遛狗者（The Dog Walker）               | 客串            |
| 2015 | 科學怪人：創生之父         | 伊果                                   | [ 217 ]         |
| 2016 | 救你命3000                 | 曼尼（Manny）                          | [ 218 ] [ 219 ] |
| 2016 | 出神入化2                  | 華特·馬布里（Walter Mabry）            | [ 220 ] [ 221 ] |
| 2016 | 絕對統治                   | 奈特·福斯特（Nate Foster）             | [ 222 ] [ 223 ] |
| 2017 | 迷失倫敦                   | 他本人                                 | 客串            |
| 2017 | 逃出亞馬遜                 | 尤奚·金柏格                            | [ 225 ]         |
| 2018 | 60分鐘危機倒數             | 西恩·漢格迪（Sean Haggerty）           | [ 226 ]         |
| 2019 | 摩比小子大電影             | 雷克斯·達舍（Rex Dasher）              | 配音            |
| 2019 | 玩命Online：雙槍對決       | 邁爾斯·李·哈里斯（Miles Lee Harris）   | [ 227 ]         |
| 2020 | 鑰命監獄                   | 添·詹金                                | [ 228 ]         |
| 2022 | 失落謎城                   | 阿比蓋爾·費爾法克斯（Abigail Fairfax） | [ 229 ]         |
| 2022 | 怪人：奧爾·揚科維奇的故事  | 「怪人奧爾」揚科維奇                   | [ 230 ]         |
| 2023 | 大衛霍姆斯：大難不死的男孩 | 他本人                                 | 紀錄片          |
| 2025 | 出神入化3                  | 華特·馬布里                            |                 |

### 電視
| 年份       | 電視劇集／節目                                             | 角色 | 備註                                            |
| ---------- | ---------------------------------------------------------- | --- | ----------------------------------------------- |
| 1999       | 大衛·科波菲爾                                              | 年輕的大衛·科波菲爾 | 電視電影                                        |
| 2005       | 福利和麥科爾：這樣向上走 （Foley and McColl: This Way Up） | 交通督導員／他本人 |                                                 |
| 2006       | 臨時演員                                                   | 他本人 | 集數：「丹尼爾·域卡夫」                         |
| 2007       | 戰地淚痕                                                   | 約翰·吉卜林 | 電視電影                                        |
| 2010–2018  | 阿森一族                                                   | 艾德蒙／迪格斯／他本人 （Edmund/Diggs/Himself）                                                                                     | 配音；3集                                       |
| 2010       | QI                                                         | 他本人 | 客串；單集：「惡作劇（Hocus-Pocus）」           |
| 2010-20    | 葛雷漢·諾頓秀                                              | 他本人 | 10集                                            |
| 2012       | 週六夜現場                                                 | 他自己（主持） | 單集：「第12季（第714集）」                     |
| 2012–2017  | 機器雞                                                     | 鯔魚小子／湯瑪士小火車／蓋瑞斯 （Mullet Kid/Thomas the Tank Engine/Gareth）                                                         | 配音；2集                                       |
| 2012–2013  | 小醫生札記                                                 | Dr. Vladimir Bomgard (Young) 佛拉基米爾·「尼卡」·彭嘉德醫生（年輕版）                                                               | 迷你劇；8集                                     |
| 2012；2015 | 新聞問答                                                   | 他本人（主持人） | 2集                                             |
| 2015       | 馬男波傑克                                                 | 他本人 | 配音 單集：「讓我們找出答案（Let's Find Out）」 |
| 2015       | 遊戲改變者                                                 | 山姆·豪澤 | 電視電影                                        |
| 2019至今   | 奇蹟締造者                                                 | 第1季：克雷格（Craig） 第2季：超酷的昌克利王子（Prince Chauncley The Pretty Cool） 第3季：以西結·布朗牧師（Reverend Ezekiel Brown） | 主演；兼執行製片人                              |
| 2020       | 打不倒的金咪                                               | 弗雷德里克王子（Prince Frederick）                                                                                                  | 特別篇：《打不倒的金咪：金咪與牧師大對決》      |
| 2022       | 哈利·波特20週年：重返霍格華茲                              | 他本人 | 重聚特輯                                        |

### 舞台劇
| 年份      | 戲劇               | 角色                                     | 演出地點               |
| --------- | ------------------ | ---------------------------------------- | ---------------------- |
| 2002      | 我寫的劇本         | 遊客                                     | 溫德姆劇院             |
| 2007      | 戀馬狂             | 艾倫·史特朗（Alan Strang）               | 西區吉爾古德劇院       |
| 2008–2009 | 戀馬狂             | 艾倫·史特朗（Alan Strang）               | 百老匯布羅德赫斯特劇院 |
| 2011–2012 | 成功之路           | J·皮埃爾龐特·芬奇（J. Pierrepont Finch） | 阿爾赫希菲爾德劇院     |
| 2013      | 伊尼西曼島的瘸子   | 比利·克雷文（Billy Claven）              | 諾艾爾·科沃德劇院      |
| 2014      | 伊尼西曼島的瘸子   | 比利·克雷文（Billy Claven）              | 科特劇院               |
| 2016      | 私隱               | 作家                                     | 外百老匯公共劇院       |
| 2017      | 哈姆雷特之男臣之死 | 羅森克蘭兹和吉爾登斯特恩                 | 倫敦舊維克劇場         |
| 2018      | 事實的壽命         | 芬格爾（Fingal）                         | 百老匯54俱樂部         |
| 2020      | 殘局／劇場II的原石 | 克洛夫／A（Clov/A）                      | 倫敦舊維克劇場         |
| 2022-23   | 友情歲月           | 查理·克林加斯（Charley Kringas）         | 外百老匯紐約劇場工作室 |

### 其他
| 年份 | 標題                                                                     | 角色   | 備註    |
| ---- | ------------------------------------------------------------------------ | ------ | ------- |
| 2003 | 讀心術：情緒互動指南 （Mind Reading: The Interactive Guide to Emotions） | 他本人 | [ 240 ] |

### MV
| 年份 | 歌手                      | 歌曲           | 角色         | 備註 |
| ---- | ------------------------- | -------------- | ------------ | ---- |
| 2012 | Slow Club                 | 《Beginners》  | 主角         |      |
| 2016 | Behind Her Savage Killing | 《Demolisher》 | 導演和剪輯者 |      |

## 獎項和提名
| 年份                 | 得獎作品／角色           | 得獎作品／角色 | 頒獎禮／獎項              | 頒獎禮／獎項                        | 結果 | 參考                    |              |      |                 |
| -------------------- | ------------------------ | --- | ------------------------- | ----------------------------------- | ---- | ----------------------- | ------------ | ---- | --------------- |
| 年份                 | 2001                     | 哈利波特：神秘的魔法石 | 哈利·波特（Harry Potter） | 影評人選擇大獎                      | 結果 | 參考                    | 最佳年輕演員 | 提名 | [ 241 ] [ 242 ] |
| 荷李活女性記者俱樂部 | 2001                     | 哈利波特：神秘的魔法石 | 哈利·波特（Harry Potter） | 年度最佳男性青年發現獎              | 獲獎 | [ 243 ] [ 243 ]         |              |      |                 |
| Teen材大獎           | 2001                     | 哈利波特：神秘的魔法石 | 哈利·波特（Harry Potter） | 選擇突破電影演員                    | 獲獎 | [ 244 ]                 |              |      |                 |
| 2002                 | MTV影視大獎              | 哈利波特：神秘的魔法石 | 哈利·波特（Harry Potter） | 最佳突破男演員                      | 提名 | [ 245 ] [ 245 ]         |              |      |                 |
| 2002                 | OFTA電視大獎             | 哈利波特：神秘的魔法石 | 哈利·波特（Harry Potter） | 最佳青年表現                        | 提名 |                         |              |      |                 |
| 2002                 | 青年藝術家獎             | 哈利波特：神秘的魔法石 | 哈利·波特（Harry Potter） | 最佳劇情片群戲                      | 提名 | [ 246 ]                 |              |      |                 |
| 2002                 | 哈利波特：消失的密室     | 影評人選擇大獎 | 哈利·波特（Harry Potter） | 最佳年輕演員                        | 提名 | [ 247 ]                 |              |      |                 |
| 2005                 | 哈利波特：阿茲卡班的逃犯 | 影評人選擇大獎 | 哈利·波特（Harry Potter） | 最佳年輕演員                        | 提名 | [ 248 ]                 |              |      |                 |
| 2006                 | 哈利波特：火盃的考驗     | 影評人選擇大獎 | 哈利·波特（Harry Potter） | 最佳年輕演員                        | 提名 | [ 248 ]                 |              |      |                 |
| 2006                 | 哈利波特：火盃的考驗     | MTV電影大獎 | 哈利·波特（Harry Potter） | 最佳銀幕團隊                        | 提名 |                         |              |      |                 |
| 2006                 | 哈利波特：火盃的考驗     | MTV電影大獎 | 哈利·波特（Harry Potter） | 最佳英雄                            | 提名 |                         |              |      |                 |
| 2007                 | 哈利波特：鳳凰會的密令   | 國家電影獎 | 哈利·波特（Harry Potter） | 最佳男演員                          | 獲獎 | [ 73 ]                  |              |      |                 |
| 2007                 | 哈利波特：鳳凰會的密令   | MTV影視大獎 | 哈利·波特（Harry Potter） | MTV影視大獎最佳搭檔                 | 提名 |                         |              |      |                 |
| 2007                 | 哈利波特：鳳凰會的密令   | MTV影視大獎 | 哈利·波特（Harry Potter） | 最佳英雄                            | 提名 |                         |              |      |                 |
| 2008                 | 哈利波特：鳳凰會的密令   | MTV影視大獎 | 哈利·波特（Harry Potter） | 最佳接吻（跟梁佩詩共同獲得）        | 提名 | [ 249 ]                 |              |      |                 |
| 2008                 | 哈利波特：鳳凰會的密令   | 帝國獎 | 哈利·波特（Harry Potter） | 最佳男主角                          | 提名 | [ 250 ]                 |              |      |                 |
| 2008                 | 哈利波特：鳳凰會的密令   | 土星獎 | 哈利·波特（Harry Potter） | 最佳新人演出                        | 提名 | [ 251 ]                 |              |      |                 |
| 2009                 | 戀馬狂（舞台劇）         | 艾倫·斯特朗（Alan Strang） | Broadway.com觀眾獎        | 百老匯最喜愛男主角                  | 獲獎 | [ 252 ]                 |              |      |                 |
| 2009                 | 戀馬狂（舞台劇）         | 艾倫·斯特朗（Alan Strang） | Broadway.com觀眾獎        | 最喜愛突破演出                      | 獲獎 |                         |              |      |                 |
| 2009                 | 戀馬狂（舞台劇）         | 艾倫·斯特朗（Alan Strang） | 戲劇桌獎                  | 卓越戲劇演員                        | 提名 | [ 98 ]                  |              |      |                 |
| 2009                 | 戀馬狂（舞台劇）         | 艾倫·斯特朗（Alan Strang） | 戲劇聯盟獎                | 傑出表現獎                          | 提名 | [ 253 ]                 |              |      |                 |
| 2010                 | 不適用                   | 不適用 | J-14雜誌青少年象徵獎      | 標誌性影星                          | 提名 | [ 254 ]                 |              |      |                 |
| 2010                 | 哈利波特：混血王子的背叛 | 哈利·波特（Harry Potter） | MTV影視大獎               | 最佳電影演員                        | 提名 | [ 75 ]                  |              |      |                 |
| 2010                 | 不適用                   | 不適用 | MTV影視大獎               | 全球巨星                            | 提名 |                         |              |      |                 |
| 2011                 | 成功之路（舞台劇）       | J·皮埃爾龐特·芬奇（J. Pierrepont Finch）                                                                                            | Broadway.com觀眾獎        | 百老匯最喜愛男主角                  | 獲獎 |                         |              |      |                 |
| 2011                 | 成功之路（舞台劇）       | J·皮埃爾龐特·芬奇（J. Pierrepont Finch）                                                                                            | Broadway.com觀眾獎        | 最喜愛舞台配對                      | 獲獎 | [ 255 ]                 |              |      |                 |
| 2011                 | 成功之路（舞台劇）       | J·皮埃爾龐特·芬奇（J. Pierrepont Finch）                                                                                            | 影評界外獎                | 傑出音樂劇男演員                    | 提名 | [ 111 ]                 |              |      |                 |
| 2011                 | 成功之路（舞台劇）       | J·皮埃爾龐特·芬奇（J. Pierrepont Finch）                                                                                            | 戲劇聯盟獎                | 傑出表現獎                          | 提名 | [ 112 ]                 |              |      |                 |
| 2011                 | 成功之路（舞台劇）       | J·皮埃爾龐特·芬奇（J. Pierrepont Finch）                                                                                            | 劇評人獎                  | 傑出音樂劇男演員                    | 提名 | [ 113 ]                 |              |      |                 |
| 2011                 | 成功之路（舞台劇）       | J·皮埃爾龐特·芬奇（J. Pierrepont Finch）                                                                                            | 葛萊美獎                  | 最佳音樂劇專輯                      | 提名 | [ 256 ]                 |              |      |                 |
| 2011                 | 不適用                   | 不適用 | 做某事獎                  | 影視明星                            | 提名 | [ 257 ]                 |              |      |                 |
| 2011                 | 哈利波特：死神的聖物I    | 哈利·波特（Harry Potter） | MTV影視大獎               | 最佳接吻                            | 提名 | [ 258 ] [ 259 ] [ 260 ] |              |      |                 |
| 2011                 | 哈利波特：死神的聖物I    | 哈利·波特（Harry Potter） | MTV影視大獎               | 最佳打鬥場面                        | 提名 |                         |              |      |                 |
| 2011                 | 哈利波特：死神的聖物I    | 哈利·波特（Harry Potter） | MTV影視大獎               | 最佳電影演員                        | 提名 |                         |              |      |                 |
| 2011                 | 哈利波特：死神的聖物I    | 哈利·波特（Harry Potter） | MTV影視大獎               | 最佳英雄                            | 獲獎 |                         |              |      |                 |
| 2011                 | 哈利波特：死神的聖物I    | 哈利·波特（Harry Potter） | MTV影視大獎               | 最佳演員（跟魯拔·格連特、共同獲得） | 獲獎 |                         |              |      |                 |
| 2011                 | 哈利波特：死神的聖物I    | 哈利·波特（Harry Potter） | MTV影視大獎               | 最佳男演員                          | 提名 |                         |              |      |                 |
| 2011                 | 哈利波特：死神的聖物I    | 哈利·波特（Harry Potter） | 青少年票選獎              | 必選科幻或奇幻類男演員              | 提名 | [ 261 ]                 |              |      |                 |
| 2011                 | 哈利波特：死神的聖物I    | 哈利·波特（Harry Potter） | 青少年票選獎              | 必選電影接吻場景                    | 獲獎 |                         |              |      |                 |
| 2011                 | 哈利波特：死神的聖物I    | 哈利·波特（Harry Potter） | 尖叫獎                    | 最佳奇幻男演員                      | 獲獎 |                         |              |      |                 |
| 2011                 | 哈利波特：死神的聖物I    | 哈利·波特（Harry Potter） | 尖叫獎                    | 最佳電影群戲                        | 提名 | [ 262 ]                 |              |      |                 |
| 2012                 | 哈利波特：死神的聖物I    | 哈利·波特（Harry Potter） | 人民選擇獎                | 最喜愛電影群戲                      | 獲獎 | [ 263 ]                 |              |      |                 |
| 2012                 | 哈利波特：死神的聖物 II  | 哈利·波特（Harry Potter） | 人民選擇獎                | 最喜愛電影明星（25歲以下）          | 提名 |                         |              |      |                 |
| 2012                 | 哈利波特：死神的聖物 II  | 哈利·波特（Harry Potter） | 人民選擇獎                | 最喜愛電影男主角                    | 提名 |                         |              |      |                 |
| 2012                 | 哈利波特：死神的聖物 II  | 哈利·波特（Harry Potter） | 兒童票選獎                | 最喜愛電影男主角                    | 提名 |                         |              |      |                 |
| 2013                 | 不適用                   | 不適用 | 魅力獎                    | 年度人物                            | 獲獎 |                         |              |      |                 |
| 2013                 | 不適用                   | 不適用 | 帝國獎                    | 帝國英雄獎                          | 獲獎 | [ 264 ]                 |              |      |                 |
| 2014                 | 好友戀習簿               | 華勒斯（Wallace） | 加拿大銀幕獎              | 最佳男主角                          | 提名 |                         |              |      |                 |
| 2014                 | 愛殺達令                 | 艾倫·堅士堡（Allen Ginsberg） | 獨立電影協會獎            | 最佳男主角                          | 提名 |                         |              |      |                 |
| 2016                 | 救你命3000               | 曼尼（Manny） | 錫切斯電影節              | 最佳男主角                          | 獲獎 |                         |              |      |                 |
| 2017                 | 非常盜2                  | 華特·崔斯勒（Walter Tressler） | 英國國家電影獎            | 最佳男演員                          | 提名 | [ 265 ]                 |              |      |                 |
| 2019                 | 奇蹟締造者               | 第1季：克雷格（Craig） 第2季：超酷的昌克利王子（Prince Chauncley The Pretty Cool） 第3季：以西結·布朗牧師（Reverend Ezekiel Brown） | Teen材大獎                | 選擇喜劇電視演員                    | 提名 |                         |              |      |                 |